# Cyrtodactylus timur
Cyrtodactylus timur es una especie de gecos de la familia Gekkonidae.

## Distribución geográfica yhábitat
Es endémica de las selvas del noreste de la Malasia Peninsular. Su rango altitudinal oscila entre 640 y 700 m s. n. m..